# Liên đoàn Quốc tế về Khoa học Nhân chủng và Dân tộc
Liên đoàn Quốc tế về Khoa học Nhân chủng và Dân tộc, viết tắt theo tiếng Anh là IUAES (International Union of Anthropological and Ethnological Sciences) là một tổ chức phi chính phủ quốc tế hoạt động trong lĩnh vực nghiên cứu Nhân chủng học và Dân tộc học.
IUAES thành lập dưới sự bảo trợ của UNESCO năm 1948 Tiền thân của IUAES là "Đại hội Quốc tế về Khoa học Nhân chủng và Dân tộc" (ICAES, International Congress of Anthropological and Ethnological Sciences) đã được thành lập năm 1934.
IUAES là thành viên liên hiệp khoa học của Hội đồng Quốc tế về Khoa học (ICSU). IUAES cũng là thành viên liên hiệp khoa học của Hội đồng Khoa học Xã hội Quốc tế (ISSC) trước đây. Năm 2020 không có thông tin về quan hệ IUAES với Hội đồng Khoa học Quốc tế (ISC). Tuy nhiên IUAES là tổ chức có hoạt động liên kết thành bộ ba với Liên đoàn Nhân loại học Thế giới (WAU, World Anthropological Union), một thành viên của ISC, và Hội đồng Hiệp hội Nhân chủng học Thế giới (WCAA, World Council of Anthropological Associations).
Chủ tịch nhiệm kỳ 2018-2023 là Junji Koizumi từ  Nhật Bản, Tổng thư ký là Noel B. Salazar từ  Bỉ.

## Tổ chức
IUAES có các Ban chuyên môn. Danh sách Ban 
| Ban                                                 | Tên gốc                                          |
| --------------------------------------------------- | ------------------------------------------------ |
| Lão hóa và Người Cao niên                           | Aging and the Aged                               |
| Nhân chủng học và Giáo dục                          | Anthropology and Education                       |
| Nhân chủng học và Môi trường                        | Anthropology and the Environment                 |
| Nhân học trong Chính sách và Thực hành              | Anthropology in Policy and Practice              |
| Nhân chủng học Trẻ em, Thanh thiếu niên và Tuổi thơ | Anthropology of Children, Youth and Childhood    |
| Nhân chủng học về Thực phẩm và Dinh dưỡng           | Anthropology of Food and Nutrition               |
| Nhân chủng học về HIV và AIDS                       | Anthropology of HIV & Aids                       |
| Nhân chủng học Trung Đông                           | Anthropology of the Middle East                  |
| Nhân học Du lịch                                    | Anthropology of Tourism                          |
| Nhân chủng học Phụ nữ                               | Anthropology of Women                            |
| Nhân loại học, Hòa Bình và Nhân quyền               | Anthropology, Peace and Human Rights             |
| Tư liệu                                             | Documentation                                    |
| Nhân học Doanh nghiệp                               | Enterprise Anthropology                          |
| Quan hệ Dân tộc                                     | Ethnic Relations                                 |
| Những Biến đổi Toàn cầu và Nhân chủng học Marxian   | Global Transformations and Marxian Anthropology  |
| Quyền Con người                                     | Human Rights                                     |
| Kiến thức Bản địa và Phát triển Bền vững            | Indigenous Knowledge and Sustainable Development |
| Di sản Văn hóa Phi vật thể                          | Intangible Cultural Heritage                     |
| Đa nguyên Pháp lý                                   | Legal Pluralism                                  |
| Nhân học Ngôn ngữ                                   | Linguistic Anthropology                          |
| Nhân học Y tế và Dịch tễ học                        | Medical Anthropology and Epidemiology            |
| Di cư                                               | Migration                                        |
| Dân du mục                                          | Nomadic Peoples                                  |
| Nhân học Lý thuyết                                  | Theoretical Anthropology                         |
| Nhân học Cư trú                                     | Urban Anthropology                               |
| Nghiên cứu Nhân chủng học Khẩn cấp                  | Urgent Anthropological Research                  |
| Nhân học Hình ảnh                                   | Visual Anthropology                              |

## Hoạt động
Các đại hội toàn thể (Congress) được tiến hành 5 năm một kỳ.
| Nr. | Đại hội    | Địa điểm           | Nhiệm kỳ  | Chủ tịch                  |
| --- | ---------- | ------------------ | --------- | ------------------------- |
| 17. | IUAES 2023 |                    |           |                           |
| 16. | IUAES 2018 | Florianópolis      | 2018-2023 | Junji Koizumi             |
| 15. | IUAES 2013 | Manchester         | 2013-2018 | Faye Venetia Harrison     |
| 14. | IUAES 2009 | Kunming            | 2009-2013 | Peter J. M. Nas           |
| 13. | IUAES 2003 | Florence           | 2003-2009 | Luis Alberto Vargas       |
| 12. | IUAES 1998 | Williamsburg       | 1998-2003 | Eric Sunderland           |
| 11. | IUAES 1993 | Mexico City        | 1993-1998 | Vinson H. Sutlive         |
| 10. | IUAES 1988 | Zagreb             | 1988-1993 | Lourdes Arizpe            |
| 9.  | IUAES 1983 | Quebec & Vancouver | 1983-1988 | Hubert Maver              |
| 8.  | IUAES 1978 | Delhi              | 1978-1983 | Cyril S. Belshaw          |
| 7.  | IUAES 1973 | Chicago            | 1973-1978 | Lalita P. Vidyarthi       |
| 6.  | IUAES 1968 | Tokyo              | 1968-1973 | Sol Tax                   |
| 5.  | IUAES 1964 | Moskva             | 1964-1968 | Masao Oka                 |
| 4.  | IUAES 1960 | Paris              | 1960-1964 | Sergej Pavlovich Tolstov  |
| 3.  | IUAES 1956 | Philadelphia       | 1956-1960 | Henri V. Vallois          |
| 2.  | IUAES 1952 | Vienna             | 1952-1956 | Floelich Gladstone Rainey |
| 1.  | IUAES 1948 | Brussels           | 1948-1952 | Wilhelm P. Schmidt        |
| x2. | ICAES 1938 | Copenhagen         | 1946-1948 | Ed. De Jonghe             |
| x1. | ICAES 1934 | London             | 1934-1938 | Thomas Thomsen            |
| x.  | 1934       |                    | 1934      | The Earl of Onslow        |